# Antonio Savino
Antonio Savino (Vaglio Basilicata, 14 maggio 1949) è un ex brigatista italiano appartenente alle Brigate Rosse.

## Biografia
Figlio di meridionali emigrati in Piemonte, Antonio Savino entrò alla FIAT, dove lavorò come operaio nello stabilimento di Mirafiori. Iscritto al Partito Comunista Italiano, si avvicinò successivamente alle Brigate Rosse grazie all’influenza di Alfredo Bonavita, uno dei fondatori dell’organizzazione, che aveva conosciuto a Borgomanero dove risiedeva.
Nel dicembre 1973, dopo il sequestro dimostrativo del dirigente della FIAT Ettore Amerio effettuato dalle Brigate Rosse, Savino fu fermato dalla polizia insieme alla moglie Giovanna Legoratto per avere scritto su un muro, con una bomboletta spray, slogan che inneggiavano all’organizzazione. Ottenuta la libertà provvisoria, fu arrestato nel giugno 1974 dopo il sequestro del giudice Mario Sossi perché ritenuto membro delle Brigate Rosse. Scarcerato per decorrenza dei termini, si rese irreperibile.
Il 17 maggio 1976 iniziò a Torino il processo contro gli appartenenti alle Brigate Rosse; undici imputati erano detenuti (fra cui Renato Curcio e Alberto Franceschini), mentre Antonio Savino e Rocco Micaletto vennero imputati in contumacia. Successivamente Savino fu arrestato, ma il 2 giugno 1977 riuscì ad evadere dal carcere di Forlì dove era detenuto. Il 23 giugno 1978, al termine del processo di Torino, Savino fu condannato in contumacia a quattro anni di carcere. Il 1 ottobre 1978 fu arrestato a Milano dai carabinieri al termine di un conflitto a fuoco in cui rimase gravemente ferito il brigadiere Carmelo Crisafulli; nel corso della stessa operazione furono catturati anche i brigatisti Lauro Azzolini e Franco Bonisoli, implicati nel sequestro Moro.
Accusato di avere partecipato a diversi attentati organizzati dalla colonna Walter Alasia, Savino fu processato a Milano insieme ad altri brigatisti e nel 1984 fu condannato all’ergastolo nel processo di primo grado. Nel processo di appello ha avuto la condanna ridotta a 30 anni.